# 태양이 비추는 곳
《태양이 비추는 곳》(太陽のあたる場所)은 1999년 7월 14일에 발매된 V6의 14번째의 싱글이다.

## 설명
- Coming Century의 드라마의 타이업 되었다는 점, 커플링 곡 역시 Coming Century의 노래였다는 점에서 일본에서는 이 싱글은 V6의 싱글이라고는 하지만, 사실상 Coming Century를 위한 싱글이 아니냐는 의견도 있다.

## 수록곡
1. 太陽のあたる場所
  - 작사：BANANA ICE, 작곡：BANANA ICE·사사모토 야스사, 편곡：변두리 형제
  - Coming Century 출연 NTV 드라마 《신·우리들의 여행 Ver.1999》의 주제곡, 간사이 휴대전화 〈등장편〉TV-CM 타이업
2. Harlem Summer / Coming Century
  - 작사：소노다 료지, 작곡/편곡：사사모토 야스사
3. 太陽のあたる場所(カラオケ)
4. Harlem Summer(カラオケ)